# فرنسوا دي رو
فرنسوا دي رو (بالفرنسية: François de Roux)‏ ولد في 7 مارس 1897 بآكس آن بروفانس، وتوفى في 17 يوليو 1954 بباريس. وهو كاتب فرنسي ، وحاصل على جائزة رينودو الأدبية عام 1935.